# اومیفنوویر
اومیفنوویر (انگلیسی: Umifenovir) که با نام آربیدول هم شناخته می‌شود، یک داروی ضد ویروس است که در روسیه و چین برای درمان آنفلوانزا به‌کار می‌رود و توسط شرکت دارویی فارم‌استاندارد ساخته می‌شود. با آنکه طبق برخی بررسی‌ها و مطالعات روسی، به‌نظر می‌رسد که این دارو مؤثر باشد، اما در سایر کشورها مورد تأیید واقع نشده‌است. سازمان غذا و داروی آمریکا نیز این دارو را جهت درمان یا پیشگیری آنفلوانزا تأیید نکرده‌است. به‌لحاظ شیمیایی، اومیفنوویر یک هستهٔ ایندول دارد و سازندگانش مدعی‌اند که از ورودِ ویروس به سلول میزبان جلوگیری کرده و دستگاه ایمنی را تحریک می‌کند. این دارو به‌واسطهٔ دنیاگیری ۲۰–۲۰۱۹ کروناویروس دوباره در کانون توجه قرار گرفته‌است.
اومیفنوویر به‌صورت قرص، کپسول و شربت در دسترس است.

## وضعیت
آزمایش‌های اثربخشی این دارو عمدتاً در چین و روسیه انجام شده و در این دو کشور داروی شناخته‌شده‌ای است. برخی آزمایش‌های روسی نشان داده که این دارو مؤثر است و مقایسهٔ مستقیم آن با تامی‌فلو در محیط‌های آزمایشگاهی و همچنین شرایط بالینی، اثربخشی مشابهی را نشان داده‌است. در سال ۲۰۰۷ میلادی این دارو پُرفروش‌ترین داروی بدون نسخه در کشور روسیه بود.

## نحوه عمل

### بیوشیمی
اومیفنوویر، بازدارندهٔ اتصال (فیوژن) غشایی است و اجازهٔ تماس ویروس با سلول میزبان را نمی‌دهد؛ در نتیجه اتصال پوستهٔ پوشانندهٔ کپسید ویروس به غشای سلولی میزبان مهار می‌شود. در نهایت، ویروس نمی‌تواند وارد سلول شود و در نتیجه، در برابر عفونت ویروسی محافظت می‌شود.
برخی شواهد نشان می‌دهد این دارو در جلوگیری از آران‌ای ویروس‌ها مؤثرتر از دی‌ان‌ای ویروس‌هاست.
علاوه بر اثرات ضدویروسی ویژه علیه ویروس آنفلوانزای A و ویروس آنفلوانزای B، اومیفنوویر اثرات تنظیم‌کنندگی بر روی دستگاه ایمنی از خود نشان می‌دهد. این دارو ایمنی هومورال، تولید اینترفرون و بیگانه‌خواری ماکروفاژها را تحریک می‌کند.

### مصرف بالینی
کاربرد اصلی اومیفنوویر برای درمان آنفلوانزاست. پژوهش‌هایی برای استفاده از آن در درمان هپاتیت سی نیز انجام شده‌است.
بررسی‌های اخیراً نشان داده‌است که این دارو در محیط‌های آزمایشگاهی از ورود ویروس ابولا، آرناویروس و ویروس هرپس ۸ انسان به سلول‌های پستانداران جلوگیری کرده و همچنین ویروس‌های هپاتیت ب و پولیوویروس را - چه هنگامی که دارو پیش از عفونت داده شود و چه آنکه در حین عفونت تجویز شود - سرکوب می‌کند.

## پژوهش
در فوریه ۲۰۲۰، یک متخصص چینی به نام لانجوان لی در «کمیسیون ملی بهداشت چین»، ترکیبِ دو داروی اومیفنوویر و داروناویر را به‌عنوان درمان احتمالی کووید-۱۹ در جریان دنیاگیری ۲۰–۲۰۱۹ کروناویروس پیشنهاد نمود. متخصصان چینی مدعی‌اند آزمایش‌های اولیه نشان می‌دهد که این ترکیب دارویی جلوی تکثیر سلول را می‌گیرد. افزودن اسپری «اینترفرون آلفا-۲-بی» به این ترکیب دارویی، اثربخشی مضاعفی ندارد.

## عوارض دارویی
در کودکان احتمال حساسیت دارویی وجود دارد. هیچگونه موردی از مسمویت دارویی ناشی از دوز زیاد گزارش نشده و واکنش‌های آلرژیک در افرادی دیده شده که «حساسیت بیش از حد» (Hypersensitivity) دارند. متوسط دوز کشنده (LD50) این دارو بیش از ۴ گرم به ازای هر کیلوگرم از وزن بدن است.

## انتقادها
در سال ۲۰۰۷، «آکادمی علوم پزشکی روسیه» اظهار نمود که اثربخشی این دارو به‌لحاظ علمی «ثابت» نشده‌است.
رسانه‌های روسی تلاش‌های لابی‌گرایانه تاتیانا گولیکووا (وزیر بهداشت و درمانِ وقت) را برای تبلیغ و رواج اومیفنوویر و همچنین این ادعای اثبات‌نشده که این دارو، دوره بهبودی سرماخوردگی و آنفلوانزا را در حدود ۱٫۳ تا ۲٫۳ کاهش می‌دهد، مورد نکوهش قرار دادند. رسانه‌های روسی ثابت کردند که مطالعات مبتنی بر اثربخشی این دارو، موردِ داوری همتا (Peer review) واقع نشده‌است.

## نام‌های برند
نام برند این دارو آربیدول است که در روسی «Арбидол» و در چینی «阿比朵尔» نوشته می‌شود.